# Coelorachis tessellata
Coelorachis tessellata är en gräsart som först beskrevs av Ernst Gottlieb von Steudel, och fick sitt nu gällande namn av George Valentine Nash. Coelorachis tessellata ingår i släktet Coelorachis, och familjen gräs. Inga underarter finns listade i Catalogue of Life.